# Robert Johansson (konstnär)
Robert Johansson född juni 1977 i Grums, är en svensk konstnär verksam i Norge.
Johansson studerade vid Falkenberg konstskola 1996–1998, Nordiska konstskolan i Karleby 1998–2000, Akademie der bildenden Künste Wien 2003 och Kunsthøgskolen i Oslo 2000–2004.
Separat har han ställt ut på bland annat Nobels Fredssenter, Oslo (2019), NIDA Art Colony i Vilnius (2018), NNKS i Mo i Rana (2017–2018), Oslo Utmark (2015), Teckningsmuseet (2015), Nordnorsk kunstnersenter (2013), Nils Aas kunstverksted (2013), Värmlands museum (2012), Alma Löv Museum (2011), Tromsø kunstforening (2009), Trøndelag Senter for Samtidskunst (2010), Tegnerforbundet (2009) och Museum of Contemporary Art Kiasma (2006).
Bland hans offentliga arbeten märks Hoppern skole i Moss, Kongsvinger ungdomsskole, Framtidens Operationshus vid Centralsjukhuset i Karlstad, Boston Harbor Massachusetts USA och Våler ungdomskole i Hedmark.
Han har tilldelats stipendium från bland annat Statens kunstnerstipend i Norge, Billedkunstnernes Vederlagsfond i Norge, Disponent Chr. Storjohanns Stiftelse, Gustaf och Signe Widéns Stiftelse, Grums kommuns kulturpris och Helge Ax:son Johnsons Stiftelse.
Johansson är representerad vid Landstinget i Värmland, Falkenbergs kommun, Göteborg stad, Lørenskog, Pilotgalleriet Akershus kunstnersenter, Lillestrøm och Södertälje kommun.
www.robertjohansson.net